# Cacua
I Cacua (o anche Macu de Cubeo) sono un gruppo etnico della Colombia, con una popolazione stimata di circa 275 persone. Questo gruppo etnico è per la maggior parte di fede animista e parla la lingua Cacua (D:Vaupes Cacua-CBV03).
Vivono nella zona di Wacará, a 30 chilometri ad est di Mitú.